# La Esmeralda (Venezuela)
La Esmeralda ist ein Dorf am Ufer des Orinoco im venezolanischen Bundesstaat Amazonas. Beim Dorf liegen eine Militärbasis der venezolanischen Armee und ein Flughafen.

## Geographie
Nördlich von La Esmeralda befindet sich der Duidaberg, der Teil der Parimabergkette ist.

## Geschichte
Der spanische Leutnant Francisco Fernández de Bobadilla gründete das Dorf im Jahr 1758.
Alexander von Humboldt und Aimé Bonpland besuchten La Esmeralda Anfang 1800. Auch wenn das Dorf damals von nur einigen Familien bewohnt war, berichtete Humboldt, dass drei Sprachen außer Spanisch benutzt wurden: Yekuana, Idapameno und Catarapeño.
Die New Tribes Mission hatte eine Basis dort. Sie wurde aber im Jahr 2005 aus dem Land verwiesen.

## Bildung
Es gibt zwei Schulen: Escuela La Esmeralda und Unidad Educativa Cardenal José Umberto Quintero.